# Śmiertelna gra (film 2005)
Śmiertelna gra (oryg. tytuł San cha kou) – hongkoński film akcji z 2005 roku w reżyserii Benniego Chana.

## Fabuła
Gdy księgowy mafii zostaje zamordowany, Sean (Aaron Kwok) nie może nic zrobić, autentyczny zabójca Coke (Daniel Wu) zaginął bez śladu. Za sprawą przypadkowego spotkania z kobietą bardzo podobną do jego dziewczyny, która zaginęła dziesięć lat temu komplikuje się jego życie prywatne. Tajemnicza nieznajoma kobieta okazuje się być żoną To Hau-sang (Ekin Cheng) – prawnika zajmującego się interesami szefa mafii, dla którego pracował zamordowany księgowy. Coke pomimo tego, że wykonał swoje zadanie, kontynuuje sprawę.

## Obsada
Źródło: Filmweb

- Aaron Kwok – Sean
- Ekin Cheng – To Hau-sang
- Daniel Wu – Coke
- Angelica Lee – Amy / Fong
- Ning Jing – Ting
- Gallen Lo – Yiu Tin-chung
- Courtney Wu – rzeźnik
- Sam Lee – Leung Tak

## Odbiór
Film zarobił 6 315 251 dolarów hongkońskich w Hongkongu.
W 2005 roku podczas 42. edycji Golden Horse Film Festival Aaron Kwok, Anthony Pun i Yau Chi-Wai zdobyli nagrodę Golden Horse Award w kategorii Best Actor, Best Cinematography i Best Editing. Anthony Chue był nominowany w kategorii Best Original Film Score. W 2006 roku podczas 7. edycji Changchun Film Festival Aaron Kwok zdobył nagrodę Golden Deer w kategorii Best Actor. Podczas 25. edycji Hong Kong Film Awards Yau Chi-Wai zdobył nagrodę Hong Kong Film Award w kategorii Best Film Editing. Chung Chi Li i Aaron Kwok byli nominowani w kategorii Best Action Choreography i Best Actor.